# Антонівка (місцевість)
Анто́нівка  — невеличке село засноване в середині ХІХ ст. поблизу села Гданцівка, Центрально-Міський район, на березі Інгульця.

## Загальні відомості
Із кінця ХІХ ст. входило до складу Мусіївської волості Херсонської губернії. Назву дали вихідці з Болгарії, які заклали сади яблуневого сорту — антонівка.
Із введенням Гданцівського чавуноливарного заводу в 1892 р. увійшло до складу села Гданцівка. Тепер частина Центрально-Міського району.